# Camellia costata
Camellia costata là một loài thực vật có hoa trong họ Theaceae. Loài này được S.Y.Hu & S.Y.Liang mô tả khoa học đầu tiên năm 1981.